# Tiago Camilo
Tiago Henrique de Oliveira Camilo (Tupã, 24 de mayo de 1982) es un deportista brasileño que compite en judo.
Participó en cuatro Juegos Olímpicos de Verano, obteniendo dos medallas, plata en Sídney 2000 y bronce en Pekín 2008. En los Juegos Panamericanos consiguió tres medallas entre los años 2007 y 2015.
Ganó una medalla en el Campeonato Mundial de Judo de 2007 y seis medallas en el Campeonato Panamericano de Judo entre los años 2005 y 2016.

## Palmarés internacional
| Juegos Olímpicos        | Juegos Olímpicos        | Juegos Olímpicos  | Juegos Olímpicos |
| Año                     | Lugar                   | Medalla           | Categoría        |
| ----------------------- | ----------------------- | ----------------- | ---------------- |
| 2000                    | Sídney (Australia)      | Medalla de plata  | –73 kg           |
| 2008                    | Pekín (China)           | Medalla de bronce | –81 kg           |
| Campeonato Mundial      |                         |                   |                  |
| Año                     | Lugar                   | Medalla           | Categoría        |
| 2007                    | Río de Janeiro (Brasil) | Medalla de oro    | –81 kg           |
| Juegos Panamericanos    |                         |                   |                  |
| Año                     | Lugar                   | Medalla           | Categoría        |
| 2007                    | Río de Janeiro (Brasil) | Medalla de oro    | –90 kg           |
| 2011                    | Guadalajara (México)    | Medalla de oro    | –90 kg           |
| 2015                    | Toronto (Canadá)        | Medalla de oro    | –90 kg           |
| Campeonato Panamericano |                         |                   |                  |
| Año                     | Lugar                   | Medalla           | Categoría        |
| 2005                    | Caguas (Puerto Rico)    | Medalla de plata  | –81 kg           |
| 2007                    | Montreal (Canadá)       | Medalla de oro    | –90 kg           |
| 2013                    | San José (Costa Rica)   | Medalla de plata  | –90 kg           |
| 2014                    | Guayaquil (Ecuador)     | Medalla de oro    | –90 kg           |
| 2015                    | Edmonton (Canadá)       | Medalla de oro    | –90 kg           |
| 2016                    | La Habana (Cuba)        | Medalla de oro    | –90 kg           |